# Kərim Məmmədbəyov
Kərim Hüseyn oğlu Məmmədbəyov (ros. Керим Гусейнович Мамедбеков, ur. 15 marca?/27 marca 1899 we wsi Jersi w Dagestanie, zm. 7 września 1938) – radziecki polityk i funkcjonariusz służb specjalnych, przewodniczący Rady Komisarzy Ludowych Dagestańskiej ASRR (1931-1937).
Skończył szkołę realną w Derbencie, od kwietnia 1917 członek SDPRR(b), 1918 członek komitetu wykonawczego rady derbenckiej, komisarz transportu derbenckiej Rady Komisarzy Ludowych. Od sierpnia 1918 członek muzułmańskiej sekcji gubernialnego komitetu RKP(b) w Astrachaniu, członek Biura "Gummet", Komitetu Wykonawczego Astrachańskiej Rady Gubernialnej i komisarz wojskowy, 1920 kierownik wydziału Biura KC RKP(b) ds. ustanowienia władzy radzieckiej na Północnym Kaukazie, komisarz wojskowy obwodu dagestańskiego. Od 30 kwietnia 1921 do 6 lutego 1922 przewodniczący dagestańskiej obwodowej Czeki, od grudnia 1921 do 1923 ludowy komisarz spraw wewnętrznych Dagestańskiej ASRR, od 6 lutego 1922 do 1925 szef dagestańskiego obwodowego oddziału GPU. Od czerwca 1925 do stycznia 1928 ludowy komisarz finansów Dagestańskiej ASRR, 1928-1931 przewodniczący Komisji Planowania przy Radzie Komisarzy Ludowych Dagestańskiej ASRR i równocześnie I zastępca przewodniczącego Rady Komisarzy Ludowych Dagestańskiej ASRR, od 24 marca 1928 do 29 grudnia 1931 przewodniczący dagestańskiego obwodowego oddziału GPU, od 29 grudnia 1931 do września 1937 przewodniczący Rady Komisarzy Ludowych Dagestańskiej SRR. W 1922 odznaczony Orderem Czerwonego Sztandaru. 27 września 1937 aresztowany, 7 września 1938 skazany na śmierć przez Wojskowe Kolegium Sądu Najwyższego ZSRR i rozstrzelany.